# فاضل صالح
فاضل صالح هو مخرج مصري(ولد 23 يوليو ، 1948).

## حياتة
ليعمل مساعد مخرج فور تخرجه مع يوسف شاهين في بعض الأفلام، قبل أن يقوم بتجربة الإخراج منفرداَ من خلال فيلمي (صديقي الوفي، البرنس)، هاجر إلى كندا ليستقر فيها منذ عام 1986 حيت يعمل مخرجاً هناك.

## دراسته
حصل على دبلوم المعهد العالي للسينما قسم الإخراج عام 1970.

## أعمالة السينمائية
- البرنس 1984 - فيلم
- صديقي الوفي 1984 - فيلم